# Liste der Biografien/Stay
Liste der Biografien |
Portal Biografien |
Personensuche
# |
A |
B |
C |
D |
E |
F |
G |
H |
I |
J |
K |
L |
M |
N |
O |
P |
Q |
R |
S |
T |
U |
V |
W |
X |
Y |
Z |
?
 
Sa |
Sb |
Sc |
Sd |
Se |
Sf |
Sg |
Sh |
Si |
Sj |
Sk |
Sl |
Sm |
Sn |
So |
Sp |
Sq |
Sr |
Ss |
St |
Su |
Sv |
Sw |
Sy |
Sz
 
Sta |
Ste |
Sth |
Sti |
Stj |
Stl |
Sto |
Str |
Sts |
Stt |
Stu |
Stv |
Stw |
Sty
 
Staa |
Stab |
Stac |
Stad |
Stae |
Staf |
Stag |
Stah |
Stai |
Staj |
Stak |
Stal |
Stam |
Stan |
Stap |
Star |
Stas |
Stat |
Stau |
Stav |
Staw |
Stax |
Stay |
Staz
Die Liste der Biografien führt alle Personen auf, die in der deutschsprachigen Wikipedia einen Artikel haben. Dieses ist eine Teilliste mit 8 Einträgen von Personen, deren Namen mit den Buchstaben „Stay“ beginnt.

## Stay
- Stay Solid Rocky, US-amerikanischer Rapper
- Stay, Jochen (1965–2022), deutscher Umweltaktivist, Friedensaktivist und Publizist

### Staye
- Stayer, James M. (1935–2025), kanadischer Historiker

### Stayn
- Stayner, Cary (* 1961), US-amerikanischer SerienmörderCary Stayner (* 1961)

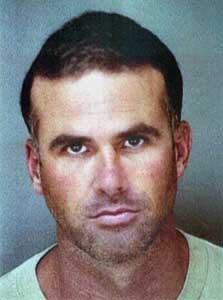
Cary Stayner (* 1961)

- Stayner, Steven (1965–1989), US-amerikanisches Entführungsopfer

### Stays
- Staysman (* 1982), norwegischer Sänger, Songwriter und Moderator

### Stayt
- Stayt, Hugh A. (1899–1964), südafrikanischer Anthropologe
- Stayton, Jimmy (* 1937), US-amerikanischer Rockabilly-Musiker